# برگه ۵۲۱
برگه ۵۲۱ (به انگلیسی: Breguet 521) یک هواگرد ساختِ کارخانهٔ برگه اویاسیون در کشور فرانسه است . نخستین استفاده‌کنندهٔ این هواپیما نیروی دریایی فرانسه بوده‌است. این هواگرد برای نخستین بار در ۱۱ سپتامبر ۱۹۳۳ میلادی مورد استفاده قرار گرفت.